# Пинеман, Николас
Николас Пинеман (нидерл. Nicolaas Pieneman; 1 января 1809, Амерсфорт, Утрехт, Голландское королевство — 30 декабря 1860, Амстердам, Северная Голландия, Королевство Нидерландов) — голландский художник, портретист.

## Биография
Родился 1 января 1810 года в Амерсфорте. Отец — художник Ян Виллем Пинеман. Учился у своего отца, также посещал занятия в Королевской академии изящных искусств в Амстердаме. Не был женат.
В 1830 году получил золотую медаль Королевского нидерландского института за картину «Архимед, убитый солдатом в Сиракузах». Главным образом известен своими портретами, в частности изображающими членов королевской семьи. Превзошёл своего отца в искусстве отображения человеческой внешности и добился большей славы. В 1855 году за портреты Виллема II и Виллема III, представленные на Всемирной выставке в Париже, был произведён в кавалеры ордена Почётного легиона. Также был рыцарем ордена Нидерландского льва (Нидерланды), командором ордена Адольфа Нассау и командором ордена Дубовой короны (Люксембург), рыцарем ордена Полярной звезды (Швеция).
Активно занимался общественной деятельностью, в том числе в 1855 году стал соучредителем и председателем амстердамского художественного общества «Arti et Amicitiae». Был членом Королевской академии изящных искусств, в частности, получил 8 почётных медалей академии подряд, в том числе за гипсовую статуэтку. Также являлся членом Королевского нидерландского института. Большая коллекция произведений хранится в Рейксмюсеуме, в том числе картина «Пленение принца Дипонегоро генерал-лейтенантом бароном де Коком». Среди его учеников Бернард те Гемпт.
Скончался в ночь с 29 на 30 декабря 1860 года в Амстердаме в возрасте 51 года. Похоронен на Новом восточном кладбище.

## Галерея
- Король Нидерландов Виллем I.
- Король Нидерландов Виллем II.
- Король Нидерландов Виллем III.
- Анна Павловна, русская великая княгиня, супруга Виллема I.
- Адмирал Рюйтер в битве при Агосте (1676).
- Покушение на  Вильгельма I Оранского в Антверпене (1582).